# 아트 (희곡)

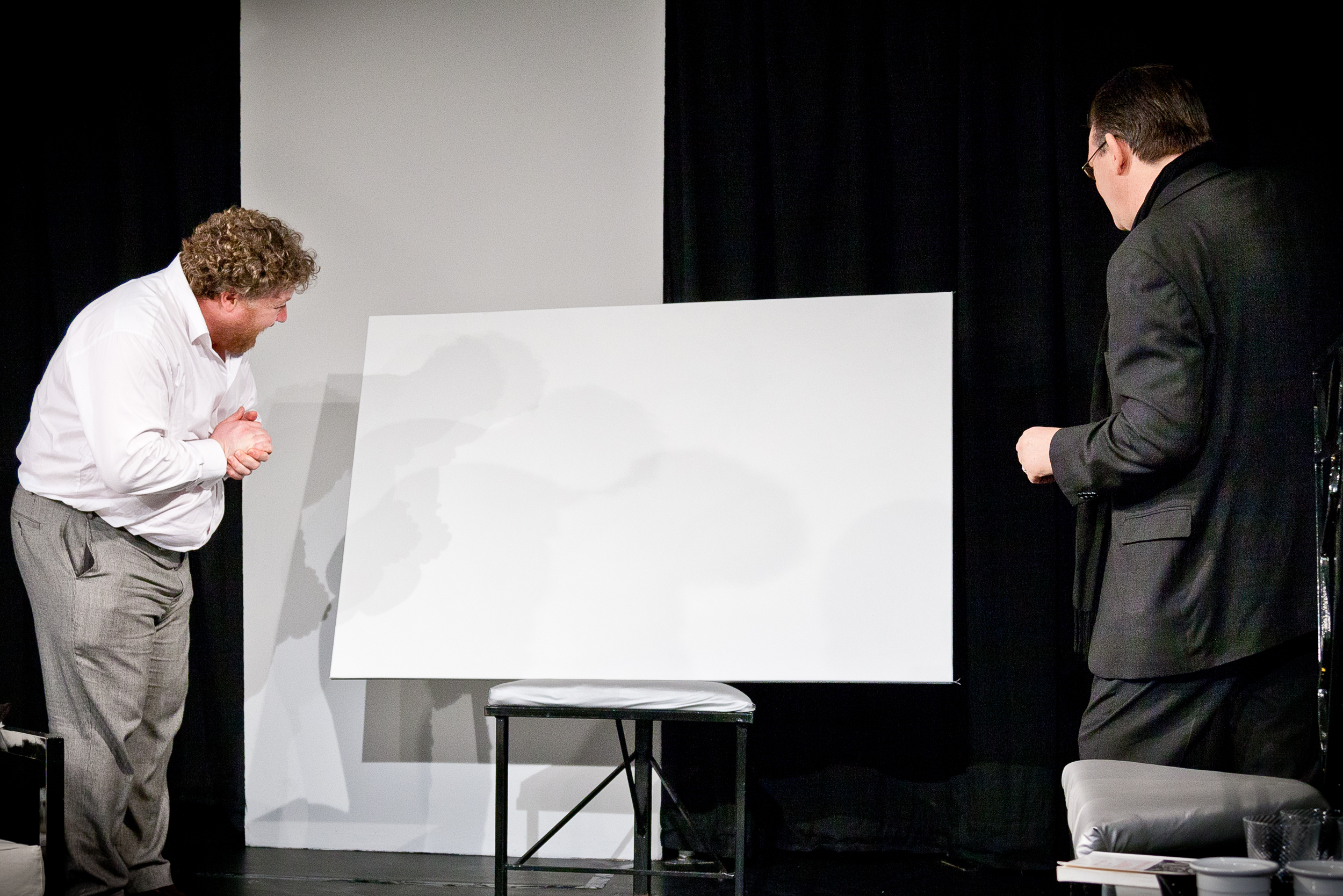

《아트》는 프랑스 극작가 야스미나 레자가 1994년 발표한 희곡이다. 15년 간 지속되어 온 세 남자의 우정이 허영과 오만에 의해 얼마나 쉽게 무너지는지 일상의 대화를 통해 표현하는 작품으로, 인간의 이기심, 질투, 소심한 모습들까지 거침없이 드러내는 블랙 코미디이다. 한국에서는 2002년 초연된 후 꾸준히 무대에 오르고 있다.

## 등장인물
- 세르주:
- 마크:
- 이반:

## 캐스팅 정보
| 시즌        | 세르주               | 마크                 | 이반                 |
| ----------- | -------------------- | -------------------- | -------------------- |
| 2020        | 이건명 엄기준 강필석 | 박건형 김재범 박은석 | 조재윤 이천희 박정복 |
| 2018 하반기 | 엄기준 최재웅 최영준 | 김재범 박은석 정상훈 | 박정복 장격수 김지철 |
| 2018 상반기 | 정상훈 류경환 안두호 | 김결 김정환          | 장격수 김대곤        |
| 2008        | 정보석 권해효        | 이남희 조희봉        | 정원중 이대연        |

## 공연정보
- 2020년 이건명, 엄기준, 강필석, 박건형, 김재범, 박은석, 조재윤, 이천희, 박정복 캐스팅으로 백암아트홀에서 공연된다.